# Jhon Cley
Jhon Cley Jesus Silva, plus connu sous le nom de Jhon Cley, né le 9 mars 1994 à Brasilia au Brésil, est un footballeur brésilien. Il évolue au poste de milieu offensif.

## Biographie
Il joue 31 matchs en Serie A brésilienne avec le CR Vasco da Gama, inscrivant un but. 

## Statistiques
| Saison                | Club                  | Championnat               | Championnat | Championnat | Coupe(s) nationale(s) | Coupe(s) nationale(s) | Total | Total |
| Saison                | Club                  | Division                  | M.          | B.          | M.                    | B.                    | M.    | B.    |
| 2012                  | CR Vasco da Gama      | Serie A                   | 10          | 0           | -                     | -                     | 10    | 0     |
| 2013                  | CR Vasco da Gama      | Serie A                   | 7           | 0           | -                     | -                     | 7     | 0     |
| 2014                  | CR Vasco da Gama      | Serie B                   | 10          | 1           | -                     | -                     | 10    | 1     |
| 2015                  | CR Vasco da Gama      | Serie A                   | 14          | 1           | -                     | -                     | 14    | 1     |
| Sous-total            | Sous-total            | Sous-total                | 41          | 2           | -                     | -                     | 41    | 2     |
| 2015-2016             | Al-Qadisiya           | Saudi Professional League | 7           | 0           | -                     | -                     | 7     | 0     |
| 2016                  | Goiás EC (prêt)       | Serie B                   | 9           | 0           | -                     | -                     | 9     | 0     |
| Sous-total            | Sous-total            | Sous-total                | 16          | 0           | -                     | -                     | 16    | 0     |
| Total sur la carrière | Total sur la carrière | Total sur la carrière     | 57          | 2           | -                     | -                     | 57    | 2     |

## Palmarès
- Vainqueur du Campeonato Carioca en 2015 avec CR Vasco da Gama
- Vainqueur du Campeonato Goiano en 2016 avec le Goiás Esporte Clube